# Guthrie Govan
Guthrie Govan (Chelmsford, Essex, Anglia, 1971. december 27. –) angol gitáros és gitároktató, aki olyan zenekarokban fordult meg többek között, mint az Asia (2001-2006), a GPS, az Erotic Cakes a The Young Punx vagy a The Aristocrats. Nemcsak zenészként, de gitároktatóként is nagy népszerűségnek örvend, rendszeresen publikál az angol Guitar Techniques magazinban, emellett a Brighton Institute of Modern Music falai között is kamatoztatja tehetségét.

## Pályafutása
Először 1993-ban figyeltek fel a nevére, mikor a Guitarist magazintól megkapta az év gitárosa címet. Azóta különféle formációkban és szólóban is készített albumokat, melyek a zenei stílusok széles skáláját öleleik fel. Leginkább a fúziós jazz és a rock befolyása érezhető játékában, de emellett könnyedén nyúl a funk vagy a country stíluselemeihez is. Rugalmassága és technikai felkészültsége révén, gyakran kerül szóba a neve, ha a legjobb kortárs gitárvirtuózokról esik szó. Növekvő népszerűségét példázza, hogy gitárklinikáit a világ minden táján nagy érdeklődés övezi, csakúgy mint a YouTubera feltett oktató videóit.